# کوراچائو دو خسوس
کوراچائو دو خسوس (به پرتغالی: Coração de Jesus) یک منطقهٔ مسکونی در برزیل است که در میناز ژرایس واقع شده‌است. کوراچائو دو خسوس ۲۶٬۶۱۱ نفر جمعیت دارد.